# Michelle Monballijn
Michelle Monballijn (* 1979 in Lüdenscheid) ist eine deutsche Schauspielerin und Moderatorin.

## Leben
Michelle Monballijn hat polnische und belgische Wurzeln. Sie nahm Schauspielunterricht an der Theaterschule La Bouche in Dortmund (2001–2004) sowie bei Die Tankstelle in Berlin (2012–2014). Zwischen 2002 und 2010 folgten Workshops für Gesang und Moderation. Seit dieser Zeit ist sie in diversen Kino-, Film- und Fernsehproduktionen zu sehen, unter anderem 2015 im Weimarer Tatort. Zusammen mit ihrem Ehemann Mike Cees-Monballijn war sie zudem 2021 Teilnehmerin im Sommerhaus der Stars.
Neben ihrer Karriere als Filmschauspielerin moderierte sie 2008 die Kindersendung Morning Young Stars und spielte 2014 und 2015 Theater an der Lichtbühne München. Zusätzlich hat sie sich zur Heilpraktikerin ausbilden lassen.

## Privates
Monballijn hat zwei Kinder mit dem Regisseur Joachim Masannek, mit dem sie 13 Jahre liiert war, bevor sie sich 2019 trennten. Am 11. Februar 2021 heiratete sie den DJ, Eventmanager und Reality-TV-Darsteller Mike Cees. Das Ehepaar trennte sich 2023.

## Filmographie
Kino
- 2013: V8 – Du willst der Beste sein
- 2015: V8² – Die Rache der Nitros
- 2016: Warum Siegfried Teitelbaum sterben musste
- 2016: Die Wilden Kerle – Die Legende lebt!
- 2017: Liliane Susewind – Ein tierisches Abenteuer

Fernsehen
- 2004: Unter uns
- 2009: Mittendrin (Kurzfilm)
- 2010: Um Himmels Willen (Fernsehserie, 1 Folge)
- 2010: Der Bergdoktor (Fernsehserie, 2 Folgen)
- 2015: Tatort: Der Irre Iwan
- 2015: Joy
- 2015: Aktenzeichen XY ungelöst
- 2016: Die Rosenheim-Cops (Fernsehserie, 1 Folge)
- 2016: Hubert und Staller (Fernsehserie, 1 Folge)
- 2017: Venus im vierten Haus
- 2018: SOKO Stuttgart (Fernsehserie, 1 Folge)
- 2018: Alles was zählt
- 2018: Watzmann ermittelt (Fernsehserie, 1 Folge)

Reality-TV
- 2003: Der Bachelor[7]
- 2021: Sommerhaus der Stars – Kampf der Promipaare
- 2023: B:Real – Echte Promis, echtes Leben
- 2024: Prominent getrennt – Die Villa der Verflossenen
- 2024–2025: My Style Rocks Germany (ausgeschieden im Halbfinale)

## Theater
- 2004: Helges Angst (Nina; Roto-Theater Dortmund)
- 2007: Criminal Dinner (Larissa Tabor/Miss Moneypenny; Düsseldorf)
- 2014: Phädra (Phädra; Lichtbühne München)[8]
- 2015: Die Soldaten (Gräfin de la Roche; Lichtbühne München)[9]

## Moderation
- 2006: United Kids Foundation (Phoenix/Charity)
- 2006: Straßen der Liebe (Event-WDR)
- 2007: Yetix Award (Backstagereporterin)
- 2008: Morning Young Stars (imusicTV)
- 2008: The Dome (Backstagereporterin; RTL2)[10]